# Свободненское сельское поселение (Краснодарский край)
Свободненское сельское поселение — муниципальное образование в Брюховецком районе Краснодарского края России.
В рамках административно-территориального устройства Краснодарского края ему соответствует Свободненский сельский округ.
Административный центр и единственный населённый пункт — село Свободное.

## Население
| 2010  | 2012  | 2013  | 2014  | 2015  | 2016  | 2017  |
| ----- | ----- | ----- | ----- | ----- | ----- | ----- |
| 2002  | ↘1977 | ↗1986 | ↗1994 | ↗2008 | ↘1984 | ↘1983 |
| 2018  | 2019  | 2020  | 2021  | 2023  |       |       |
| ↘1964 | ↘1943 | ↘1914 | ↘1580 | ↘1523 |       |       |